# Doce de Mãe
Doce de Mãe es una película de la televisión brasileña dirigida por Jorge Furtado y Ana Luiza Azevedo. Está protagonizada por Fernanda Montenegro como doña Picucha, papel por la que ganó un premio Emmy.